# 's-Gravelandsevaart

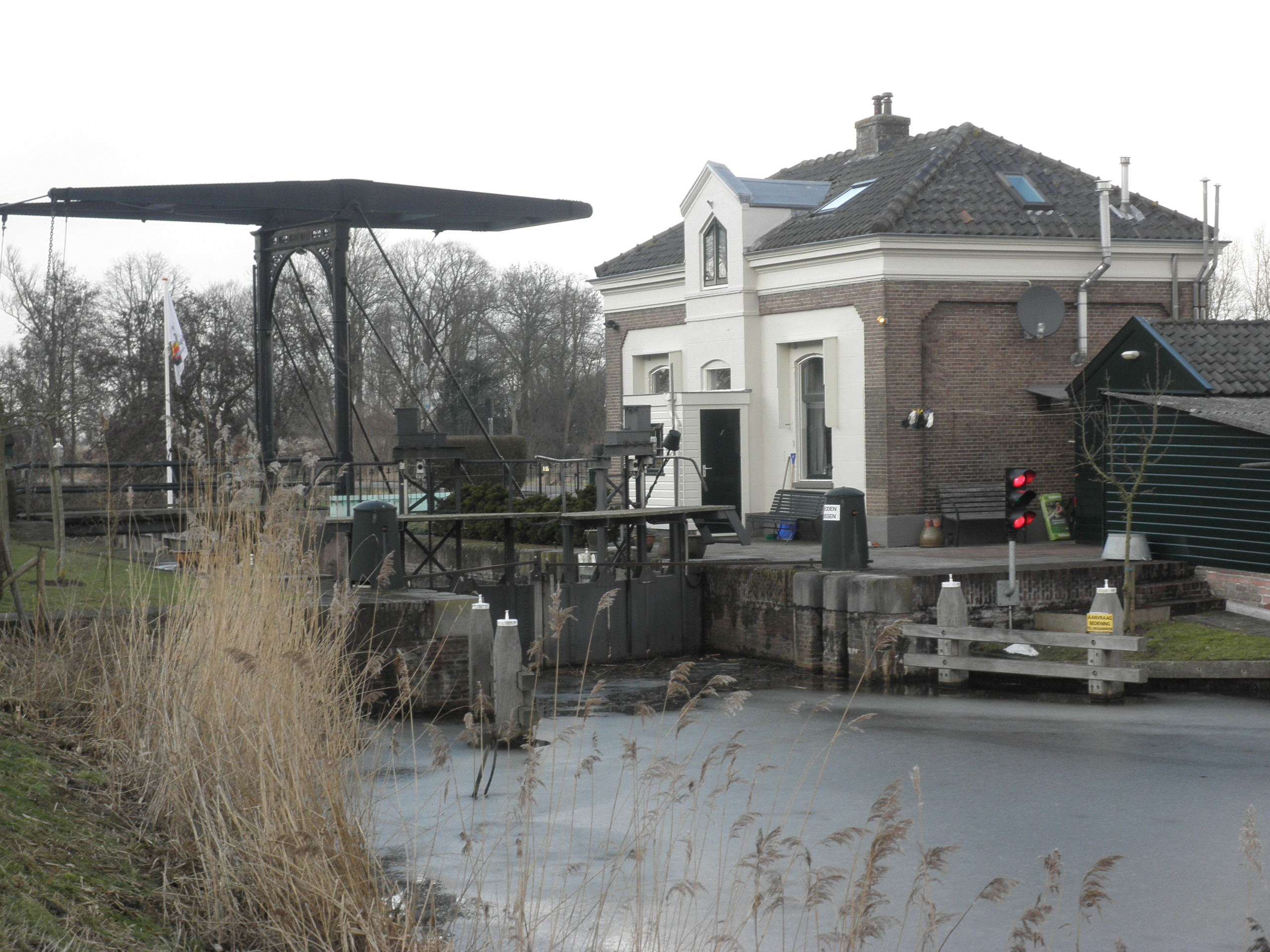
De nieuwe schutsluis tussen Vecht en 's-Gravelandsevaart ten noorden van Fort Uitermeer

De  's-Gravelandsevaart werd gegraven in 1634 en loopt van de Vecht naar het westelijke deel van het Gooi (langs de tegenwoordige N236). Bij 's-Graveland buigt de vaart in zuidelijke richting af naar de Loosdrechtse Plassen. De vaart heeft een lengte van ongeveer 12 kilometer.

## Geschiedenis

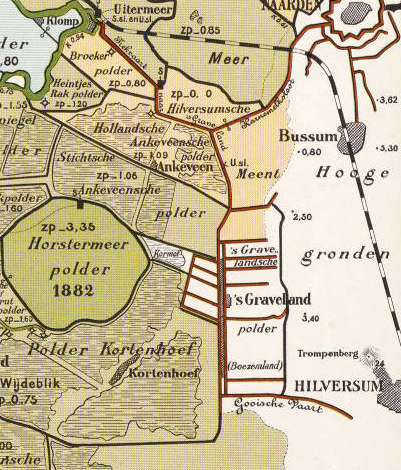
De 's-Gravelandsevaart (noord-zuid) en Gooise Vaart (west-oost) in het rood aangegeven op een polderkaart uit 1901

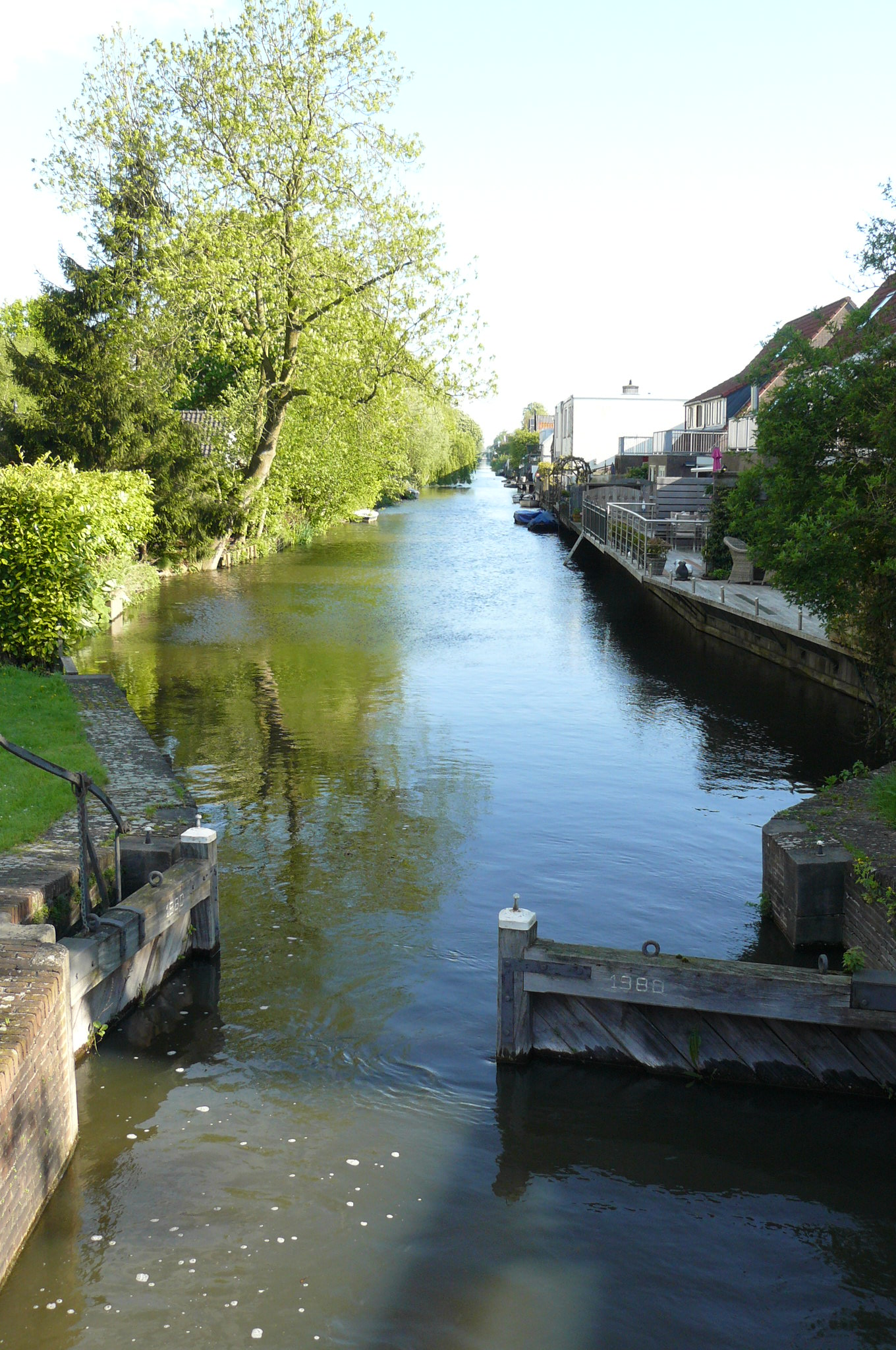
Zicht op de vaart vanaf de Zuidersluis

Tijdens de Gouden Eeuw belegden rijke kooplieden van Amsterdam hun geld in het droogleggen van polders en het bouwen van buitenplaatsen. In 1625 maakten de Amsterdammers hun plannen bekend om de zandheuvels en moerassen in het westen van het Gooi te ontginnen en hierop buitenplaatsen te bouwen. Dit ging niet zonder slag of stoot en door hevig lokaal verzet werd pas in 1634 een overeenkomst gesloten. Diverse buitenhuizen zijn later gebouwd op de 's-Gravelandsepolder, waarvan Trompenburgh het meest bekend is.
Om de ontginning van het terrein mogelijk te maken was een goede verbinding met Amsterdam noodzakelijk. Het graven van kanalen en vaarten beleefde begin 17e eeuw een hoogtepunt en de keuze voor een vaart werd snel gemaakt. Bij het graven van de vaart gebruikte men zoveel als mogelijk bestaande waterwegen, maar het grootste deel werd nieuw gegraven. De aanleg duurde ruim anderhalf jaar. Naast de vaart lag een jaagpad, waarmee ook een wegverbinding tot stand kwam. Rond 1650 werd nog een zijtak in de richting van Hilversum gegraven, de Gooise-, Hilversumse- of Beresteinse vaart.
De vaart kent drie sluizen, bij de Vecht, de noordsluis aan het Noordereinde van 's-Graveland en in het zuiden aan de Zuidereinde. De noordsluis was de start van het gedeelte van de vaart gelegen tussen de hoge zandgronden van het Gooi en de veengebieden van de Ankeveense polder. De sluis aan de Zuidereinde markeerde de overgang naar de Loosdrechtse Plassen. De sluis bij de Vecht, afmetingen ongeveer 5 meter breed en 25 meter lang, was noodzakelijk daar de rivier nog in open verbinding stond met de Zuiderzee. Pas in 1672 werd de zeesluis bij Muiden gebouwd. Voor die tijd lag er een sluis bij Hinderdam, verder stroomopwaarts van de Vecht.

## Functie
Behalve passagiers, werd over de vaart zand dat in het westelijke deel van het Gooi werd afgegraven, vervoerd naar Amsterdam voor de stadsuitbreiding. Verder werd turf vanuit plaatsen als Kortenhoef en Ankeveen naar de steden in het westen vervoerd. Vanuit Amsterdam werd huisvuil aangevoerd. Dit, vooral organische, vuil werd gebruikt om de kale en arme zandgrond te bemesten.

## Fort Uitermeer

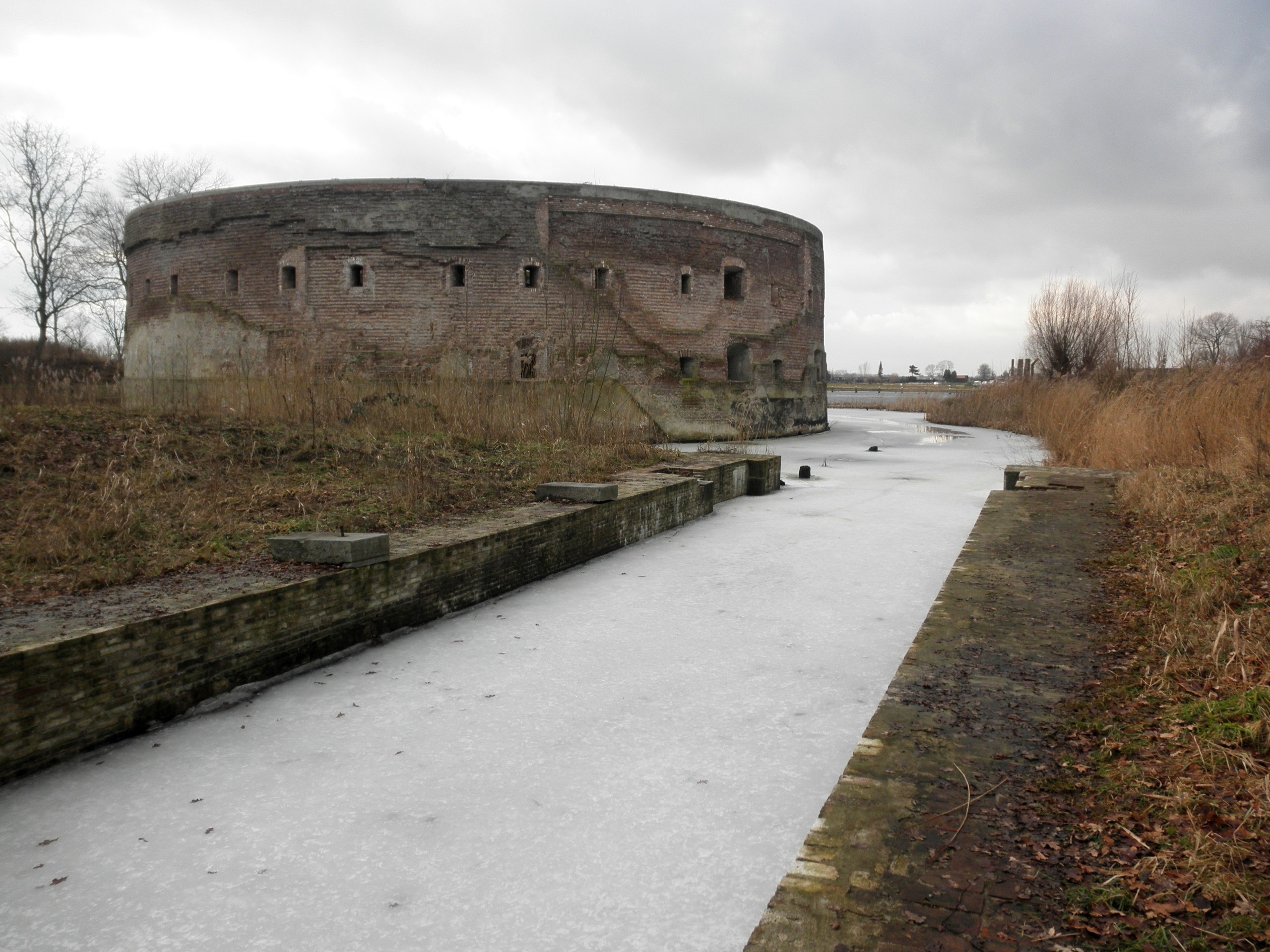
De oude sluis binnen Fort Uitermeer. Op de achtergrond de Vecht en Weesp

Aan het noordelijke eind van de vaart, waar deze op de Vecht aansluit, ligt Fort Uitermeer. Al ruim 50 jaar voor de aanleg van de vaart en de sluis op deze plaats lag hier al een schans, voornamelijk ter verdediging van Weesp. Bij de aansluiting van de vaart met de Vecht was een schutsluis noodzakelijk. Deze kreeg al snel ook een rol toebedeeld in het inundatiesysteem van het gebied ten oosten van de Vecht. De schutsluis lag aanvankelijk in het fort, maar dit leidde tot veel overlast. In 1878 werden de sluis en de vaart verlegd naar het noorden en om het fort heen geleid. Uitermeer was overigens de oude naam voor het tegenwoordige Naardermeer.

## Huidige situatie

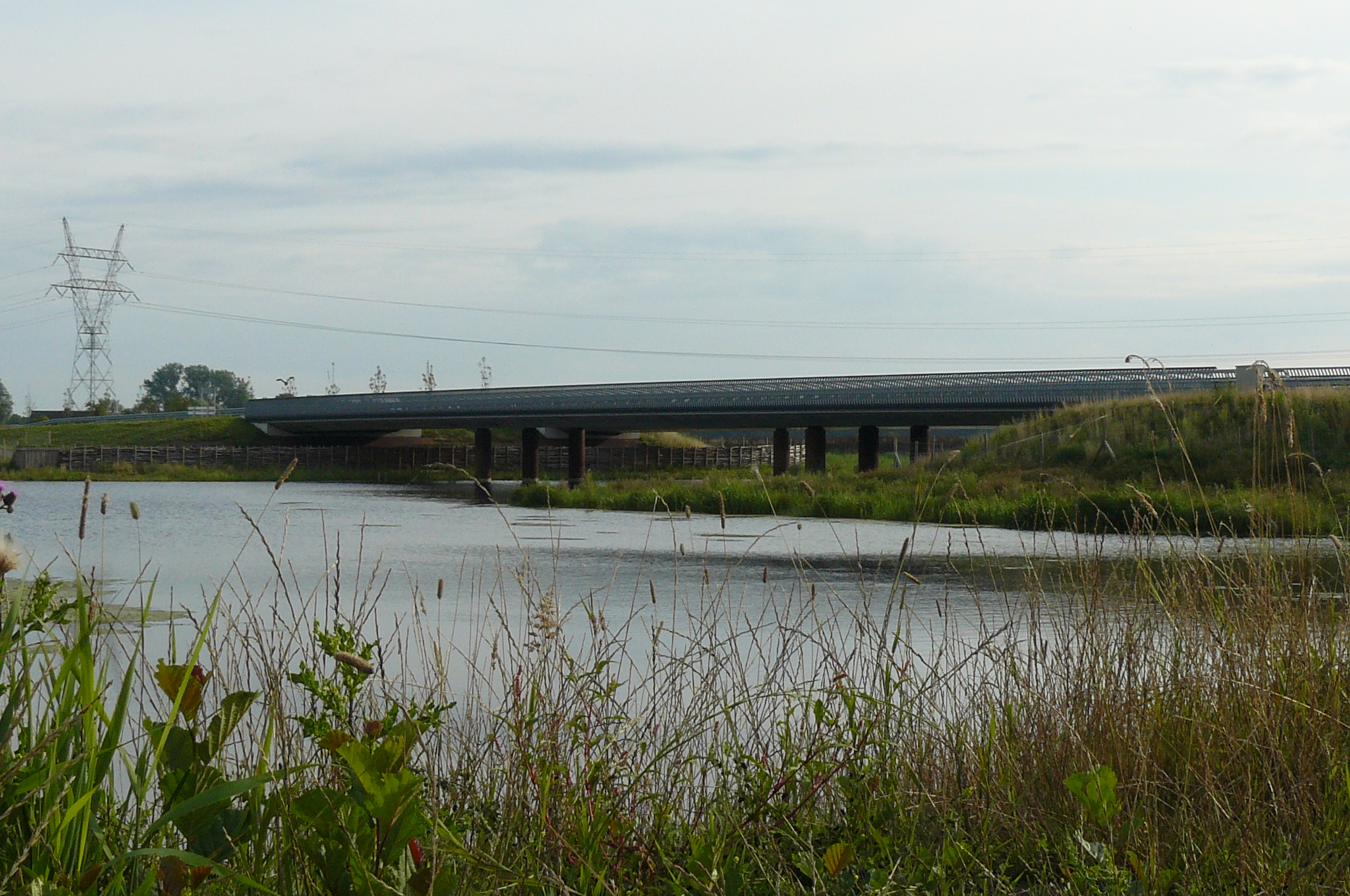
De westelijke faunapassage bij Ankeveen

Het Fort Uitermeer en de sluis zijn monument. De Uitermeersluis wordt nog maar zelden gebruikt. Van pleziervaart is weinig sprake; alleen het meest zuidelijke deel van de vaart dat gelegen is tussen de Loosdrechtse Plassen en het Hilversums Kanaal kent op zonnige dagen nog enig recreatief gebruik. De noordelijke sluis is niet meer bevaarbaar, door een kleine stuw die daar is geplaatst.
De N236 en de 's-Gravelandse vaart vormen tezamen een grote barrière tussen de natuurgebieden Naardermeer/Hilversumse Bovenmeent en de Ankeveense Plassen. Om de ecologische samenhang tussen beide gebieden te versterken worden twee faunapassages (viaducten) aangelegd. De oostelijke passage is in 2012 gebouwd en de westelijke passage in 2013. Onder deze laatste passage loopt een fietspad dat leidt naar het Naardermeer.
Fort Uitermeer heeft al lange tijd zijn militaire functie verloren. Van het oorspronkelijke fort is weinig meer over; de vestinggracht ligt er nog en van de gebouwen staan alleen nog het torenfort en een kanon remise. Het was lange tijd in gebruik als munitieopslagplaats en later als werkruimte voor de provincie Noord-Holland. Op 22 april 2009 heeft de provincie het fort overgedragen aan de Stichting Uiteraard Uitermeer die het terrein verder gaat ontwikkelen. Er is een wandelroute rond het fort en dankzij recente graafwerkzaamheden is de oude sluis weer zichtbaar geworden.

## Naslagwerken
- De Stelling van Amsterdam, redactie Paul Vesters, Uitgeverij Matrijs, ISBN 90 5345 210 9, p. 173.
- Waterstaatswerken Verkend, redactie Jac G. Constant, Uitgeverij Pampus Associates Amsterdam/Utrecht, p. 102 en verder.